# Phos hilaron
Phos hilaron (altgriechisch Φῶς ἱλαρόν „heiteres Licht“) ist ein frühchristlicher Christushymnus. Er ist bereits in der Mitte des 2. Jahrhunderts nachweisbar und in der Vesperliturgie des byzantinischen Ritus. Als Vesperhymnus zur Auswahl findet er sich auch im Stundengebet der römisch-katholischen Kirche. Ebenso ist er Bestandteil der altkatholischen und anglikanischen Feier des Evensongs (hier z. B. in der Übersetzung von William Storey: O radiant light oder aus dem US-amerikanischen Book of Common Prayer von 1979, O gracious light).

## Text
Griechischer Urtext
Φῶς ἱλαρὸν ἁγίας δόξης

ἀθανάτου Πατρός,

οὐρανίου, ἁγίου,

μάκαρος, Ἰησοῦ Χριστέ,

ἐλθόντες ἐπὶ τὴν ἡλίου δύσιν,

ἰδόντες φῶς ἑσπερινόν,

ὑμνοῦμεν Πατέρα, Υἱόν,

καὶ ἅγιον Πνεῦμα, Θεόν.

Ἄξιόν σε ἐν πᾶσι καιροῖς

ὑμνεῖσθαι φωναῖς αἰσίαις,

Υἱὲ Θεοῦ, ζωὴν ὁ διδούς·

διὸ ὁ κόσμος σὲ δοξάζει.
Transkription des griechischen Textes
Phôs hilaròn hagías dóxēs,

athanátou Patrós,

ouraníou, hagíou,

mákaros, Iēsoû Christé,

elthóntes epì tḕn hēlíou dýsin,

idóntes phôs hesperinón,

hymnoûmen Patéra, Hyión,

kaì Hágion Pneûma, Theón.

Áxión se en pâsi kairoîs

hymneîsthai phōnaîs aisíais,

Hyiè Theoû, zōḕn ho didoús,

diò ho kósmos sè doxázei.
Deutsche Fassung (GL 660)
Heiteres Licht vom herrlichen Glanze

deines unsterblichen, heiligen, seligen himmlischen Vaters:

Jesus Christus,

dich verherrlichen alle Geschöpfe.

Siehe, wir kommen beim Sinken der Sonne,

grüßen das freundliche Licht des Abends,

singen in Hymnen Gott, dem Vater,

singen dem Sohn und dem Heiligen Geiste.

Würdig bist du, dass wir dich feiern

zu allen Zeiten mit heiligen Liedern,

Christus, Sohn Gottes, Bringer des Lebens:

Dich lobpreise die ganze Erde.
Englische Übersetzung
O radiant light, O sun divine

Of God the Father’s deathless face,

O image of the light sublime

That fills the heav’nly dwelling place.

O Son of God, the source of life,

Praise is your due by night and day;

Our happy lips must raise the strain

Of your esteemed and splendid name.

Lord Jesus Christ, as daylight fades,

As shine the lights of eventide,

We praise the Father with the Son,

The Spirit blest and with them one.

### Latein
Lumen hilare

Iucunda lux tu gloriae,

fons luminis de lumine,

beate Iesu caelitus

a Patre sancto prodiens.

Fulgor diei lucidus

solisque lumen occidit,

et nos ad horam vesperam

te confitemur cantico.

Laudamus unicum Deum,

Patrem potentem, Filium

cum Spiritu Paraclito

in Trinitatis gloria.

O digne linguis qui piis

lauderis omni tempore,

Fili Dei, te saecula

vitae datorem personent.

Amen.
Bei dem Text Lumen hilare handelt es sich nicht um eine Übersetzung des griechischen Originals, sondern um eine Nachdichtung in ambrosianischen Strophen (Strophe aus vier Zeilen, von denen jede aus zwei jambischen Dimetern besteht). Damit kann der Text nach bekannten Hymnus-Melodien des gregorianischen Chorals gesungen werden, z. B. wie Veni creator spiritus oder Gott, heilger Schöpfer aller Stern.

### Armenisch
Der klassisch Armenische Text aus dem Zhamagirk' (Ժամագիրք), dem armenischen Stundenbuch ist:
Ալէլուիա Ալէլուիա : Լոյս զուարթ սուրբ փառաց անմահի Հաւր . երկնաւորի սրբոյ կենարարի ՅՍՈՒՍ ՔՐԻՍՏՈՍ : Եկեալքս ի մտանել արեգականն, տեսաք զլոյս երեկոյիս : Աւրհնեմք զՀայր եւ զՈրդի եւ զսուրբ Հոգիդ Աստուծոյ : Եւ ամենեքեան ասեմք Ամէն : Արժանաւորեա զմեզ յամենայն ժամ . աւրհնել ձայնիւ երգով զանուն փառաց ամենասուրբ Երրորդութեանդ : Որ տայ զկենդանութիւն վասնորոյ եւ աշխարհ զքեզ փառաւորէ :
Eine rekonstruierte Transkription in die moderne Armenische Aussprache lautet so:

Alēlouia Alēlouia. Louys zvart' sourb p'aṟats' anmahi hayr yerknawori srbo kenarari Hisous K'ristos. Yekyalk's i mtanel aregakanɘn tesak' ɘzlouys yerekoyin. Orhnemk' ɘzhayr yev zordi yev ɘzsourb hogi astoutso. Yev amenek'yan asemk' amîn. Arzhanavorya ɘzmez hamenayn zham orhnel dzayniv yergov zanoun p'aṟats' amenasourb errordout'yanɘd . Vor ta ɘzkendanout'youn vasnoro yev ashkharh ɘzk'ez p'aṟavorē.
Übersetzt heißt das etwa: „Freudenlicht heiliger Herrlichkeit des unsterblichen heiligen, seligen himmlischen Vaters: Jesus Christus. Angelangt am Untergang der Sonne schauen wir das Vesperlicht, singen in Hymnen dem einen Gott, dem Vater und dem Sohn und dem Heiligen Geist. Würdig bist du, dass wir dich feiern zu allen Zeiten mit heiligen Liedern, Gottes Sohn, Urquell des Lebens, also verherrlicht dich der Kosmos.“

### Georgisch
ნათელო მხიარულო წმიდისა დიდებისა უკვდავისა მამისა ზეცათასა. წმიდისა ნეტარისაო იესო ქრისტე. მოსრულნი დასვლასა მზისასა მხილველნი ნათლისა სამწუხროსა ვაქებთ მამასა, და ძესა, და წმიდასა სულსა ღმერთსა. ღირსმცა-ხარ ყოველსა ჟამსა გალობად შენდა ხმითა ტკბილითა ძეო ღმრთისაო ცხოვრების მომცემელო, რომლისათვისცა ყოველი სოფელი შენ გადიდებს. 
Natelo mkhiarulo, ts'midisa didebisa ukvdavisa Mamisa zetsatasa. Ts'midisa netarisao Ieso Kriste. Mosrulni dasvlasa mzizasa mkhilvelni natlisa samts'ukhroisa vakebt Mamasa, da Dzesa da Ts'midasa Sulsa Ghmertsa. Ghirsmtsa-khar qʼovelsa zhamsa galobad shenda khmita t'k'bilita Dzeo Ghmrtisao tskhovrebis momtsemelo, romlisatvisaca q'oveli sopheli shen gadidebs.

### Kirchenslawisch

#### Altkirchenslawisch
свѣте тихꙑи свѧтꙑѧ славꙑ беꙁсъмрьтнаего отьца

небесьнаего свѧтаего блаженнаего іисꙋсе христе

пришедъше на ꙁападъ слъньца видѣвъше свѣтъ вечерьнꙑи

поемъ отьца сꙑна и свѧтаего дꙋха бога

достоинъ еси во вьсѧ времена пѣтъ бꙑти гласꙑ преподобьнꙑми

сꙑне божии животъ даѧи тѣмъже миръ тѧ славитъ

#### Russisches Kirchenslawisch
Die Überschrift (erste Zeile, in rot) heißt übersetzt „Das Werk von Sophronius, Patriarch von Jerusalem“.

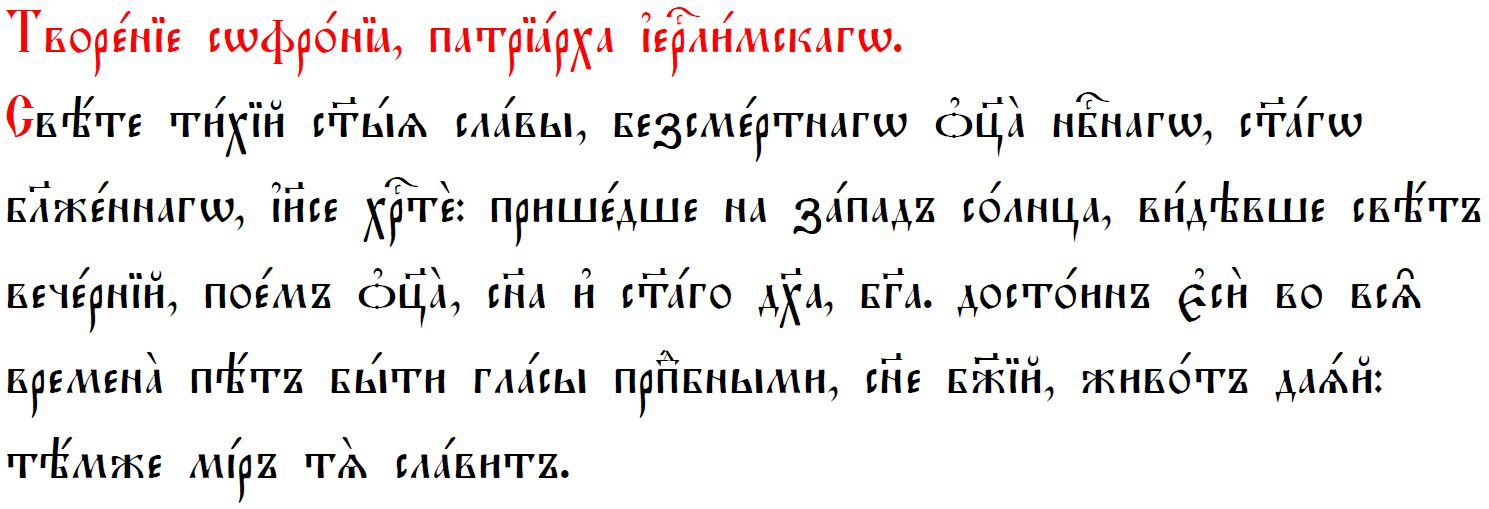
Ein Bild desselben Textes

Творе́нїе сѡфро́нїа патрїа́рха і҆ерусали́мскагѡ.

Свѣ́те ти́хїй свѧты́ѧ сла́вы, безсме́ртнагѡ ѻ҆тца̀

небеснагѡ, свѧта́гѡ блаже́ннагѡ, і҆исусе христѐ:

прише́дше на за́падъ со́лнца, ви́дѣвше свѣ́тъ вече́рнїй,

пое́мъ ѻ҆тца̀, сына, и҆ свѧта́гѡ духа, бога.

досто́инъ є҆сѝ во всѧ̑ времена̀ пѣ́тъ бы́ти гла́сы преподобными,

сыне божїй, живо́тъ даѧ́й: тѣ́мже мі́ръ тѧ̀ сла́витъ.
Die Transkription in die moderne russische Schreibung: Свете Тихий святыя славы, безсмертнаго Отца небеснаго, святаго блаженнаго, Иисусе Христе: пришедше на запад солнца, видевше свет вечерний, поем Отца, Сына, и Святаго Духа, Бога. Достоин еси во вся времена пет быти гласы преподобными, Сыне Божий, живот даяй: темже мир тя славит.

### Ungarisch

#### Ungarische Griechisch-katholische Kirche
Enyhe világossága,

a szent és boldog,

és halhatatlan

mennyei Atya isteni dicsőségének,

Jézus Krisztus!

Eljövén a Napnak lenyugvásához

és látván az esteli fényt;

áldjuk az Atyát

s a Fiút, és a Szentlélek Istent!

Mert te méltó vagy,

hogy minden időben,

szent hangon énekeljünk tenéked,

Isten fia,

ki éltet adsz a világnak;

miért is ez a világ dicsőít téged.

### Koreanisch

#### Koreanisch-Orthodoxe Kirche
거룩하시고 영원하신 하느님 아버지의 화사한 빛이신 예수 그리스도시여.

우리는 지는 해를 향하여 석양을 보며,

성부와 성자와 성령이신 하느님을 찬송하나이다.

언제나 즐거운 마음으로 주님을 찬양함이 마땅하도다.

생명을 주시는 하느님 예수 그리스도시여, 그러므로 모든 세상은 주님께 영광을 바치나이다.

#### Koreanisch-Anglikanische Kirche
은혜로운 빛이여, 하늘에 계시며 영원하신 성부의 찬란한 빛이여,

거룩하시고 복되시도다. 주 예수 그리스도여!

해 저무는 이 때에, 우리는 황혼 빛을 바라보며, 주님께 찬양의 노래를 부르나이다.

하느님, 성부 성자 성령이여!

주님은 언제나 찬양 받으시기에 합당하시오니,

생명을 주시는 하느님의 성자여, 온 세상으로부터 영광 받으소서.

### Portugiesisch

#### Lusitanische Kirche (Anglikanische Kommunion)
Avé, alegre luz, puro esplendor

da gloriosa face paternal,

Avé, Jesus, bendito Salvador,

Cristo ressuscitado e imortal.

No horizonte o sol já declinou,

brilham da noite as luzes cintilantes:

ao Pai, ao Filho, ao Espírito de amor

cantemos nossos hinos exultantes.

De santas vozes sobe a adoração

prestada a Ti, Jesus, Filho de Deus.

Inteira, canta glória a criação,

o universo, a terra, os novos céus.

### Walisisch
Übersetzung von David Lewis (ap Ceredigion) 1870–1948
O lewyrch wyneb y tragwyddol Dad,

Fendigaid Fab o’r nef,

Crist Iesu, mae gwirionedd Duw a’i rad

Yn eglur ynddo ef.

Yn awr machluda’r haul yn gylch o dân,

Daw’r sêr o un i un;

A Duw – y Tad, y Mab a’r Ysbryd Glân –

Glodforwn yn gytûn.

Tydi sydd deilwng o glodforedd gwiw,

Yn wastad, Arglwydd mawr,

Tydi fo nod ein moliant, O Fab Duw,

Drwy gyrrau daear lawr.

### Arabisch
يا نوراً بَهِيًّا لِقُدْسِ مَجْدِ الآبِ الذي لا يَموتُ، السَّماويُّ، القدّوسُ، المَغْبوطُ، يا يسوعُ المسيحُ. إذْ قدْ بَلَغْنا إلى غُروبِ الشَّمْسِ ونَظرْنا نوراً مَسائِيًّا، نُسَبِّحُ الآبَ والإبْنَ والروحَ القُدُسَ الإلهَ. فَيا ابْنَ اللهِ المُعْطيْ الحَياةَ، إنَّكَ لَمُسْتَحِقٌّ في سائرَ الأوقاتِ أنْ تُسَبَّحَ بِأَصْواتٍ بارَّةٍ، لِذلِكَ العالَمُ لَكَ يُمَجِّد

### Polnisch
Pogodna światłości Ojca świętej chwały,

Nieśmiertelnego Pana niebiosów i ziemi,

Jezu Chryste. Pod zachód dzień nam dobiegł cały,

I gwiazdę już wieczorną oczami naszymi

Oglądamy w niebie, ku czci Twojej, Boże,

Ojcze, Synu, i Duchu świętości, śpiewamy,

Boś godzien jest, o Panie, by o każdej porze,

Głoszono Twoją chwałę zbożnymi pieśniami,

O wielki Synu Boży, Tyś życia szafarzem,

Przeto Ci świat pieśń chwały

wdzięcznie składa w darze.

### Rumänisch Orthodoxe Kirche
Lumină lină a Sfintei Slave a Tatălui Ceresc, Celui fără de moarte,
 A Sfântului, Fericitului, Iisuse Hristoase,
 Venind la apusul soarelui, văzând lumina cea de seară, lăudăm pe Tatăl, pe Fiul şi pe Sfântul Duh, Dumnezeu
 Vrednic eşti în toată vremea a fi lăudat de glasuri cuvioase, Fiul lui Dumnezeu, pentru aceasta, lumea Te slăveşte.